# Huvudcentral

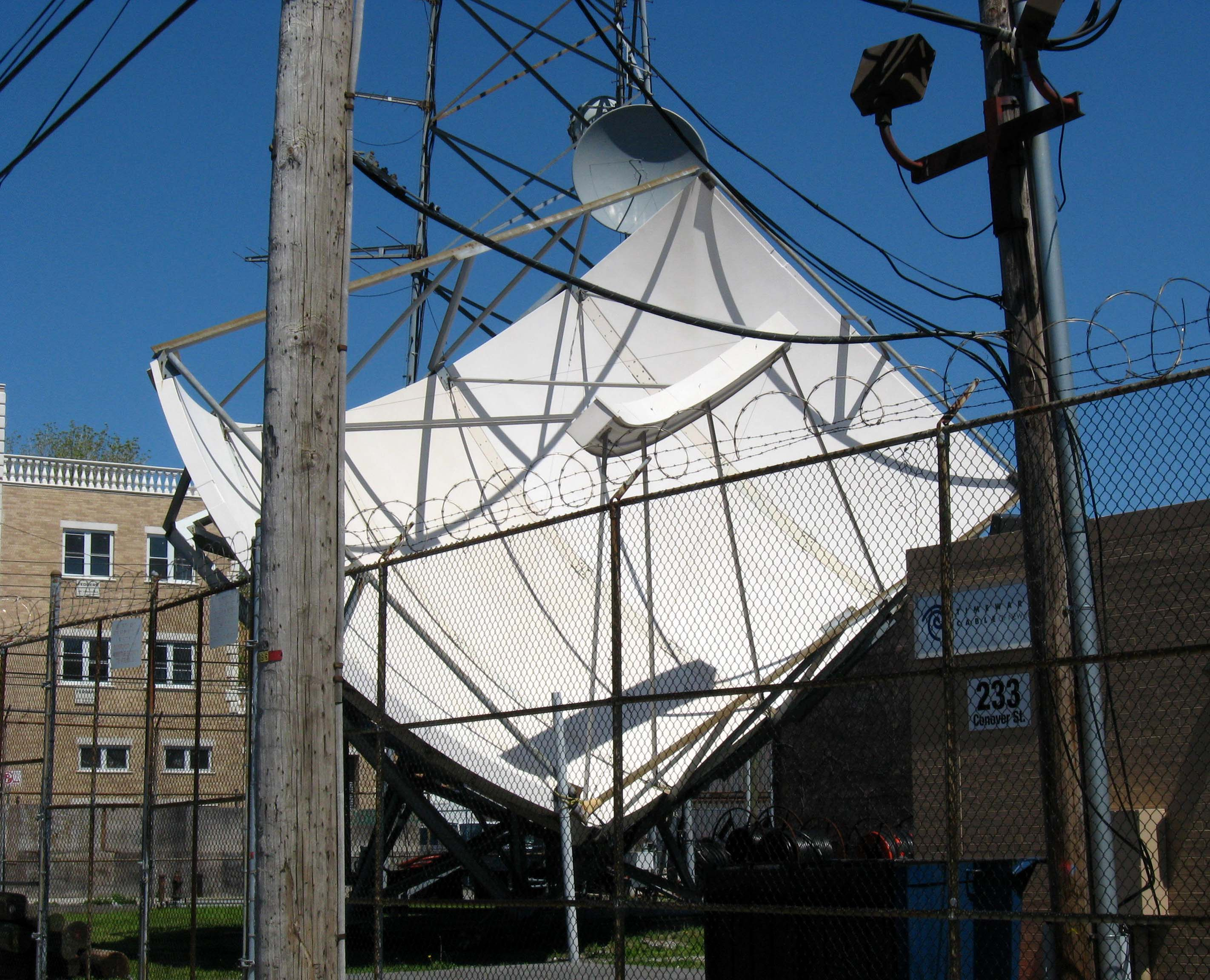
En toroid parabolantenn för en huvudcentral på Brooklyn i New York.

Huvudcentral, HC, Headend, är en plats där TV- och radiosignaler tas emot, förstärks och krypteras för att sedan ledas ut på kabel-TV-nät. En typisk huvudcentral är placerad i en byggnad och har de erforderliga antennerna på taket till byggnaden.
I takt med att kommunikationsmöjligheterna blivit fler och kraven ökat har många huvudcentraler byggts om. Sådana ombyggnationer har till exempel gällt s.k. returaktivering, en funktion som gör att kabel-TV-näten kan användas för multi-playtrafik. Övergången till digital television ställer också krav på ombyggnation av huvudcentralerna, till exempel med nya mottagare.

## Sverige
Huvudcentralerna med tillhörande nät började byggas under 1980-talet då kabel-TV lanserades i Sverige. Utbyggnaden blev mycket dyr eftersom det krävdes omfattande grävarbeten i gator och mark och inkoppling av fastigheter till stamnät. För att spara pengar använde man sig i flera fall av överföring via radiolänk, något som emellertid inte är särskilt driftsäkert då dåligt väder och andra atmosfäriska störningar kan påverka överföringen. Kabelnät är mer okänsliga för sådana störningar. Kinnevikföretaget Tele2 TV byggde till exempel ut radiolänknät för sin distribution i Norrköping.